# Splunk
Splunk是一家位于美国旧金山的科技公司，其公司产品主要关注机器生成大數據的搜索、监控和分析。旗下同名产品可以为指定数据源的数据建立索引并建立关联，然后生成图表、报告、警告，并以图形网页的形式予以展示。